# Foxborough
Foxborough, también conocido como Foxboro, es un pueblo ubicado en el condado de Norfolk en el estado estadounidense de Massachusetts, unos 34 km al suroeste de la ciudad de Boston. En el Censo de 2010 tenía una población de 16.865 habitantes y una densidad poblacional de 312,32 personas por km². Esta localidad es conocida por ser la sede de los New England Patriots, una de las franquicias más exitosas de la NFL.

## Geografía
Según la Oficina del Censo de los Estados Unidos, Foxborough tiene una superficie total de 54 km², de la cual 51.41 km² corresponden a tierra firme y 2.59 km² es agua (4.8%).

## Demografía
Según el censo de 2010, había 16.865 personas residiendo en Foxborough. La densidad de población era de 312,32 hab./km². De los 16.865 habitantes, Foxborough estaba compuesto por el 92.88% blancos, el 1.92% eran afroamericanos, el 0.16% eran amerindios, el 3.2% eran asiáticos, el 0.02% eran isleños del Pacífico, el 0.62% eran de otras razas y el 1.2% pertenecían a dos o más razas. Del total de la población el 1.83% eran hispanos o latinos de cualquier raza.